# Engel mit der AK
Engel mit der AK ist das erste Studioalbum des Deutschrappers Seyed. Es erschien am 3. Juni 2016 über das Label Alpha Music Empire.

## Hintergrund
Seyed wurde 2016 als erstes Signing von Kollegahs neuem Label Alpha Music Empire bekannt gegeben. Als erste Singleauskopplung des Albums wurde das Lied MP5 zusammen mit Kollegah veröffentlicht. Das Lied erregte viel Aufmerksamkeit und stieg auf Platz 70 in den deutschen Charts ein.

## Produktion
Das Album wurde von einer Vielzahl an Produzenten produziert, darunter unter anderem B-Case und Alexis Troy die schon bei Produktionen von Kollegah mitgewirkt haben.
Als Gastbeiträge sind Kollegah, Kurdo und Farid Bang vertreten.
Das Album erschien als digitales Streamingprodukt auf allen gängigen Plattformen und wurde zusätzlich als Deluxe-Box und im CD Format verkauft. Inhalt der Box sind die Album-CD, ein Dogtag, ein T-Shirt, zwei Poster, die Instrumental-CD und das Tagteam Tape 1.

## Titelliste
| Nr.          | Titel                                                                        | Autor(en)                   | Länge |
| ------------ | ---------------------------------------------------------------------------- | --------------------------- | ----- |
| 1.           | Danke Jeannie (Produziert von Hookbeats & Phil Fanatic)                      | Seyed                       | 3:29  |
| 2.           | Rap oder Einzelhaft (Produziert von B-Case, Djorkaeff, Beatzarre & Max Yeah) | Seyed                       | 3:12  |
| 3.           | Number One Newcomer (Produziert von Undercover Molotov)                      | Seyed                       | 3:14  |
| 4.           | Tijara im Pyjama (Produziert von Alexis Troy)                                | Seyed                       | 3:24  |
| 5.           | MP5 (Produziert von B-Case, Djorkaeff & Beatzarre)                           | Seyed, Kollegah             | 3:30  |
| 6.           | Engel mit der AK (Produziert von Hookbeats & Phil Fanatic)                   | Seyed                       | 4:08  |
| 7.           | Kanaks in den Streets (Produziert von Undercover Molotov)                    | Seyed, Kurdo                | 3:26  |
| 8.           | Schlangen (Produziert von B-Case, Djorkaeff, Beatzarre & Bojan Assenov)      | Seyed, Kollegah, Farid Bang | 3:59  |
| 9.           | Ghettoblues (Produziert von Hookbeats & Phil Fanatic)                        | Seyed                       | 3:11  |
| 10.          | Koffer voller Cash (Produziert von Hookbeats & Phil Fanatic)                 | Seyed                       | 3:00  |
| 11.          | Bessere Welt Slut (Produziert von B-Case, Djorkaeff & Beatzarre)             | Seyed                       | 3:35  |
| 12.          | Moralpredigt (Produziert von Undercover Molotov)                             | Seyed                       | 2:25  |
| 13.          | Cool Prince (Produziert von Alexis Troy)                                     | Seyed                       | 3:22  |
| 14.          | Kein Interview (Produziert von David & Eli)                                  | Seyed                       | 3:27  |
| 15.          | Alpha ist Imperium (Produziert von Hookbeats & Phil Fanatic)                 | Seyed, Kollegah             | 3:24  |
| 16.          | Persische Kriegerin (Produziert von David & Eli)                             | Seyed                       | 4:41  |
| Gesamtlänge: | Gesamtlänge:                                                                 | Gesamtlänge:                | 55:34 |

## Rezeption
Die Redaktion von backspin.de äußerte sich wie folgt über das Album:

„Mit ‚Engel mit der AK‘ legt Seyed ein Debüt mit Nachbesserungsbedarf an mehreren Baustellen vor. Während die Produktionen uns fast ausnahmslos kaum Platz zum meckern lassen, sollte Seyed an seinen Texten und dem Image für das nächste Projekt noch ein wenig feilen.“

Das Album erhielt eine Wertung von 3,9 von 10 Punkten.
Florian Peking von mzee.com beurteilte das Album folgendermaßen:

„Am Ende ist der selbsternannte ‚Cool Prince‘ nur eine fade Variation seines Labelchefs. Für den kalkulierten Erfolg dürfte das vielleicht sogar ausreichen. Doch musikalisch manövriert sich Seyed damit ins Aus. Denn all das, was "Engel mit der AK" bietet, leistet jedes beliebige Kollegah-Album auch – und noch viel mehr.“